# REIMAHG
REIMAHG (Reimahg-Werke ), en forkortelse/ akronym for Reichs Marschall Hermann Göring, var en underjordisk flyfabrik i Nazi-Tyskland, beliggende i Walpersberg ved Kahla i Thüringen.
Fabrikken skulle producere verdens første jetdrevne jagerfly Messerschmitt Me 262. 
REIMAHG gik under dæknavnet Lachs (Laks)
Thüringens områdeleder Fritz Sauckel fik personligt, af Adolph Hitler, til opgave at udbygge en nedlagt sand/kvarts-mine, for anlæg af en fabrik til produktion af fly.  
Som arbejdskraft blev der blandt andet anvendt tvangsarbejdere, hentet fra forskellige koncentrationslejre, i Tyskland og besatte områder. 
Arbejdsstyrken benyttede i stort omfang primitive redskaber til opbygning af fabrikken, grundet manglende ressourcer i Tyskland, på dette tidspunkt af krigen.

## Ekstern henvisning
- Reimahg i Walpersberg

- Flyvemaskinefabrikken REIMAHG-Lachs.

50°47′45″N 11°33′24″Ø / 50.7958°N 11.5567°Ø